# 东方财富证券
东方财富证券股份有限公司，简称东方财富证券，最初于2000年3月在西藏注册成立，原名西藏证券经纪有限责任公司，前身为西藏信托证券部，后更名西藏同信证券，是全国性综合类证券公司，注册地在西藏拉萨市，总部办公地设在上海市。2015年，西藏同信证券被东方财富信息股份有限公司并购成为旗下全资子公司后，更名东方财富证券。在证监会公布的2016年证券公司分类结果中，东方财富证券被评为BB级。
2021年7月24日，中国证券监督管理委员会发布《2021年证券公司分类结果》，其中东方财富证券被评为A级，与2020年持平。